# Шри-Ланка на Универсиадах
Шри-Ланка принимает участие в Универсиадах начиная с летней Универсиады 1973 года в Москве. На зимних Универсиадах спортивная делегация Шри-Ланки не участвовала ни разу.
На настоящее время (после летней Универсиады 2021 и зимней Универсиады 2023) спортсмены Шри-Ланки на всех Универсиадах медалей не завоевали.